# 堤拉辛·當達
堤拉辛·當達（皇家轉寫：Teerasil Dangda；1988年6月6日—)，泰國足球運動員，生於曼谷。目前效力泰國甲組足球聯賽曼谷聯，司職前鋒。

## 國際比賽
2012年鈴木盃共射入5球，成為該屆的射手榜第一位。
2014年成為第一位在西甲出賽的東盟球員。
2016年11月15日世界盃資格賽亞洲區第三輪，泰國主場迎戰澳洲的比賽中，在泰國0：1落後澳洲的情況下，20分鐘時靠著當達回敬一球，接著57分鐘時當達又靠著罰球梅開二度，然而最終雙方以2比2戰平，泰國拿到積分1分。
2016年鈴木盃共射入6球，成為該屆的射手榜第一位。

## 榮譽
蒙通聯
- 泰國甲組足球聯賽冠軍 : 2009, 2010, 2012, 2016
- 泰國丙組足球聯賽冠軍 : 2007
- 泰國聯賽盃冠軍 : 2016, 2017
- 泰國冠軍盃冠軍 : 2017
- 湄公河球會錦標賽冠軍 : 2017

巴吞聯
- 泰國甲組足球聯賽冠軍 : 2020–21
- 泰國冠軍盃冠軍 : 2021, 2022